# 薩克森-科堡-哥達的維多利亞公主
维多利亚（英語：Victoria，1822年2月14日—1857年11月10日），是萨克森-科堡-哥达公主。她的父亲斐迪南在婚后得到大量匈牙利和斯洛伐克的领地，并創辦了萨克森-科堡-哥达-科哈里王朝（萨克森-科堡-哥达王朝的天主教分支）。
维多利亚的哥哥们是葡萄牙国王费尔南多二世和保加利亚沙皇斐迪南一世之父奥古斯特王子。她的表亲包括英国的维多利亚女王、阿尔伯特亲王、比利时国王利奥波德二世和墨西哥的卡洛塔。其中，她和维多利亚女王的关系特别好。
1840年，维多利亚和法国国王路易-菲利普一世的儿子内穆尔公爵路易结婚。她育有四名孩子。
1848年，法国爆发革命并推翻了路易-菲利普。她一家和其他王室成員自此流亡到英国。